# Musique médiévale
La musique médiévale concerne une période couvrant à peu près 800 ans de l'histoire religieuse et profane, que l'on fait commencer avec les premières musiques chrétiennes d'avant la réforme grégorienne, jusqu'aux musiques du XVe siècle marquées par l'émergence de l'école franco-flamande avant l'invention de l'imprimerie.
La musique du Moyen Âge est représentée principalement par des compositions vocales, religieuses ou profanes, marquées dans les premiers siècles par la monodie, notamment représentée par le plain-chant religieux et dans le domaine profane par la lyrique courtoise des troubadours et des trouvères.
Au IXe siècle, la polyphonie, née à l'église, constitue une innovation qui devient majeure dans tout l'Occident. L'art musical polyphonique se caractérisa par l'apparition de formes qui découlèrent de cette superposition de voix différentes, le tout restant toujours lié au texte chanté. On trouve parmi ces formes : l'organum, le conduit, puis les différents types de motets et finalement de messes dont les principales prières chantées furent mises en polyphonie (d'abord en pièces séparées au XIIIe siècle, puis sous la forme de messes entières à partir du XIVe siècle), etc. La polyphonie se développa également dans le registre profane. Apparurent aussi des formes instrumentales, tout d'abord liées aux formes vocales (et procédant souvent de celles-ci). Les formes nées de la danse eurent elles aussi une importance non négligeable, notamment à travers les premières compositions instrumentales.
La période médiévale a également posé les bases pour les notations et la théorie qui façonneront la musique occidentale actuelle. La plus évidente de ces bases est le développement d'un système de notation complet ; cependant, les avancées théoriques, en particulier celles se rapportant au rythme et à la polyphonie, sont tout aussi importantes dans le développement de la musique occidentale.

## Grandes périodes

### Premières formes de chant et chant grégorien
Le chant grégorien est une forme de chant monodique sacré, forme la plus ancienne connue de chant sacré chrétien restant en usage. La tradition juive de chants de psaumes eut une grande influence sur le chant chrétien. En fait, durant les trois premiers siècles, auprès de l'Église d'Occident, seul le soliste exécutait, dans la messe notamment, le chant en prose, en grec et selon la psalmodie imitant la tradition juive.
Un bouleversement arriva au IVe siècle. Saint Ambroise de Milan importa le chant byzantin pour son diocèse. De sorte que les fidèles puissent chanter, la pièce en refrain fut adoptée tel l'hymne tandis que le texte fut traduit en latin. Les hymnes composées par cet évêque de Milan sont encore en usage aujourd'hui. Son objectif était essentiellement de lutter contre l'arianisme. Dès lors, le chant liturgique se développa en même temps dans différents centres européens, par exemple à Rome (chant vieux-romain), en Hispanie (chant mozarabe), en Gaule (chant gallican) et en Irlande (chant irlandais). Le diocèse de Milan aussi en était un centre (chant ambrosien). De là, on peut considérer que ces chants étaient assez raffinés. Ainsi, depuis 2018, l'Institut de recherche et d'histoire des textes propose l'origine hypothétique du chant grégorien dans ces divers chants, d'après ses dernières recherches. Faute de notation, de nombreuses études sont encore nécessaires, malgré leur difficulté, pour identifier cette origine.
Le chant vieux-romain n'était autre que le chant officiel au Saint-Siège, à Rome et alentour, à savoir la liturgie locale. Toutefois, à la suite de la création des États pontificaux en Gaule en 758 par le pape Étienne II et par Pépin le Bref, ce chant y fut officiellement adopté. Cet événement provoqua cependant un grand conflit entre les chantres carolingiens et ceux de Rome. Aussi le chant messin, hybridation entre le chant gallican et le vieux-romain, fut-il composé par les religieux carolingiens. Mais la qualité de ce chant, devenu chant grégorien, demeurait supérieure en raison de la renaissance carolingienne soutenue par Charlemagne. Ce mouvement culturel donna également naissance à la notation musicale grégorienne. Entre les XIe et XIIIe siècles, le chant grégorien remplaça toutes les autres traditions de chant occidentales à l'exception du chant ambrosien à Milan. Finalement, au début du XIIIe siècle, le pape Innocent III décida de faire chanter ce chant au Vatican également, en renonçant au vieux-romain. En résumé, le chant grégorien fut le premier sommet de la musique occidentale.

### Premières chansons monodiques profanes (trouvères, troubadours, minnesänger et goliards)
Les chansons monodiques profanes sont des chansons populaires ou des danses instrumentales transmises oralement, interprétées dans les châteaux ou dans les villages, souvent à l'occasion de fêtes.

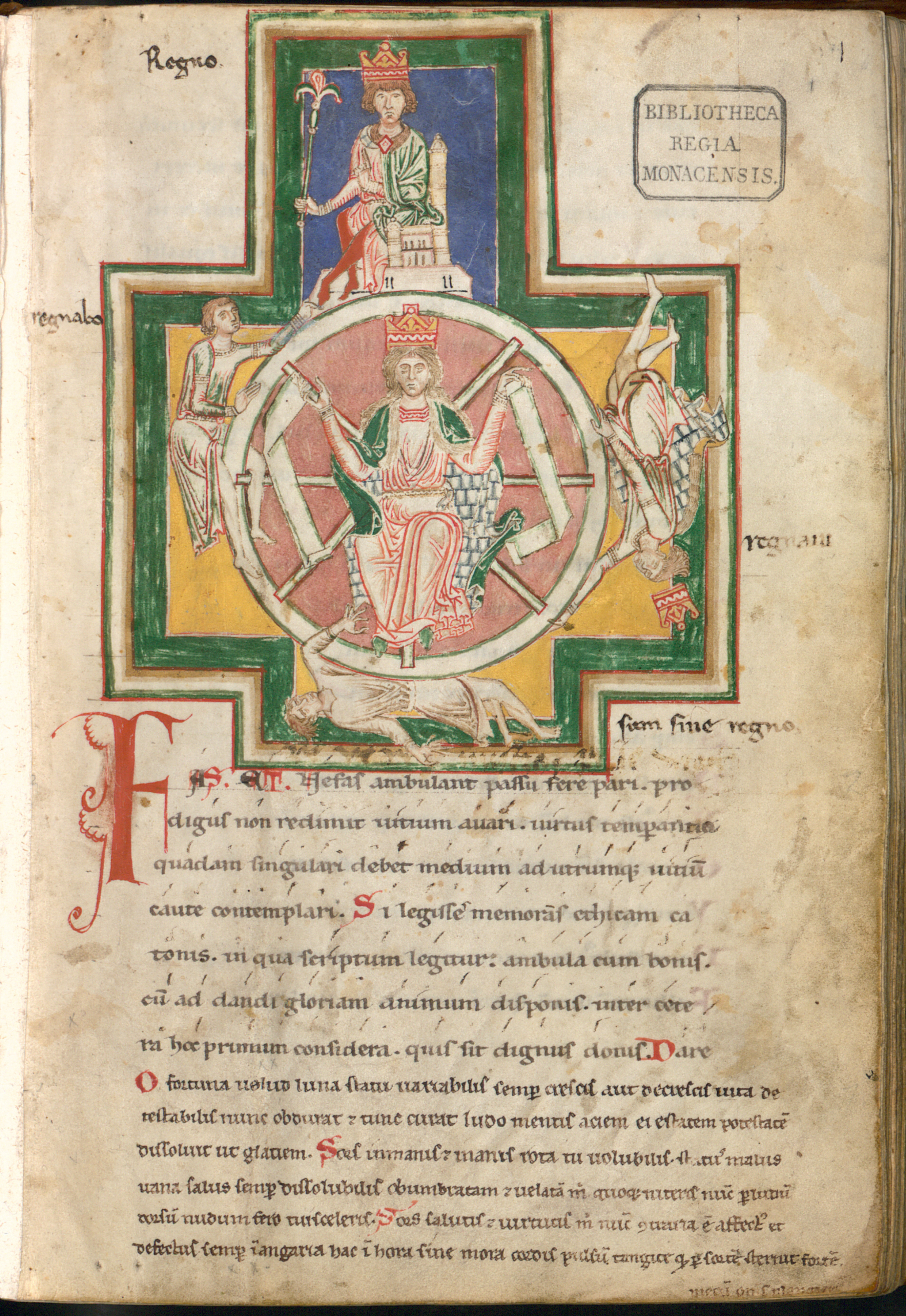
Codex Buranus (Carmina Burana).

Les Goliards étaient des poètes-musiciens itinérants d'Europe, actifs du Xe siècle au milieu du XIIIe siècle. Principalement des clercs, ils chantaient et écrivaient en latin. Bien que de nombreux poèmes aient survécu, ce n'est pas le cas de la musique. Ils ont sûrement exercé une grande influence — si ce n'est décisive — sur la tradition troubadour-trouvère qui suit. La plus grande partie des textes sont séculaires, et alors que certaines chansons célèbrent les idéaux religieux, d'autres sont franchement profanes, parlant d'ivrognerie, de débauche et de luxure. L'une des plus importantes sources existantes de chansons Goliards est Carmina Burana.
À partir du XIe siècle, des musiciens parcourent le pays. Ils portent différents noms selon les régions : les trouvères au nord de la Loire s'expriment en langue d'oïl ; les troubadours au sud de la Loire s'expriment en langue d'oc. Ils s'accompagnent de petits instruments faciles à transporter comme le luth, la flûte ou le tambourin.
Les thèmes les plus fréquents dans leurs chansons sont l'amour d'un seigneur pour une dame inaccessible ou les exploits guerriers.

### Premières polyphonies (duIXesiècleà 1150)
Vers la fin du IXe siècle, les chanteurs dans les monastères comme l'abbaye de Saint-Gall en Suisse commencent à ajouter une nouvelle partie au plain-chant, généralement une voix en mouvement parallèle à la quarte ou à la quinte. Ce développement est appelé « organum » et correspond aux débuts de l'harmonie et par la suite du contrepoint. L'organum se développe de plusieurs façons.
Le développement le plus significatif est l'Organum fleuri vers 1100, aussi connu sous le nom d'École de Saint-Martial de Limoges (nommé d'après un monastère français qui détient un des manuscrits les mieux conservés de ce répertoire). En Organum fleuri, le chant principal est chanté en valeurs longues alors que la voix d'accompagnement chante plusieurs notes dans le même temps ; le rapport est d'une note — à la voix principale — contre plusieurs — à la voix organale, dont les valeurs courtes forment des « guirlandes ornementales » (vocalises). On constate l'apparition des tierces et des sixtes comme consonances imparfaites. Les développements ultérieurs de l'organum ont lieu en Angleterre où la tierce est privilégiée et où la voix organale est grandement improvisée, et à Notre-Dame à Paris qui est le centre de l'activité créatrice musicale tout au long du XIIIe siècle.
La plus grande partie de la musique de cette période est anonyme. Certains des auteurs ont pu être des poètes ou des paroliers et les airs accompagnant ces paroles ont pu être composés par d'autres personnes. L'attribution de la musique monophonique de la période médiévale n'est pas toujours fiable. De cette période ont survécu par exemple les manuscrits suivants : le Musica enchiriadis, le Codex Calixtinus de Saint-Jacques-de-Compostelle et les Tropaires de Winchester.
Grégoire Ier, saint Godric, Hildegarde de Bingen, Hucbald, Notker le Bègue, Odo d'Arezzo, Odon de Cluny, Tutilo et Adémar de Chabannes sont des compositeurs de cette période.

### Ars antiquaet École de Notre-Dame de Paris (1150-1300)
Le développement de la polyphonie de l'école de Notre-Dame entre 1150 et 1250 correspond aux réalisations en architecture gothique : en effet, le centre de l'activité est la cathédrale de Notre-Dame elle-même. Parfois, la musique de cette époque est appelée musique de l'« école parisienne » ou « organum parisien » et représente les débuts de ce qui est conventionnellement appelé Ars antiqua. C'est durant cette période que la notation rythmique apparait pour la première fois dans la musique occidentale, principalement sous la forme des modes rythmiques.
C'est également la période durant laquelle se développent les formes musicales qui sont attentives à la proportion, au grain et à l'effet architectural. Les compositeurs de cette époque alternent l'organum déchant et fleuri et créent plusieurs formes musicales nouvelles : la clausule, qui est une extraction de la partie mélismatique de l'organum approfondi musicalement et avec un nouveau texte ; le conduit, qui est un chant pour une ou plusieurs voix chanté rythmiquement, probablement lors de processions ; et le trope, qui consiste en l'ajout de paroles sur les mélismes de certains chants de la liturgie de la messe. Tous ces genres sauf un sont basés sur le chant, c'est-à-dire qu'une des voix (parmi trois, parfois quatre), presque toujours la plus grave, chante la mélodie, mais avec des longueurs de notes libres, alors que les autres voix chantent l'organum. L'exception à cette méthode est le conduit, un chant à deux voix librement composé dans son intégralité.

### Ars nova(1300-1380)
L'époque de l'Ars nova couvre à peu près les années 1320 à 1380. Elle a pour centre Paris. Le nom donné à cette époque vient directement d'un traité théorique sur la musique attribué à Philippe de Vitry, intitulé « ars nova » ou « art nouveau », écrit vers 1320. Homme de lettres et érudit, son traité atteindra une grande renommée. La musicologie moderne a donc attribué le terme ars nova à toute la production musicale du XIVe siècle, tant française qu'italienne, et, par antithèse, a donné le nom d'ars antiqua à la musique du siècle précédent.
L'Ars nova se développe à une époque de crises et de mutations qui marquent la fin du Moyen Âge et son système de représentation du monde. Le sacré perd de l'importance, tandis que la société s'ouvre à des idées nouvelles centrées sur l'Homme et la Nature, annonçant la Renaissance. En témoigne le plus grand nombre de compositions signées par leur auteur ou la préoccupation d'un compositeur comme Guillaume de Machaut à constituer un catalogue de ses œuvres pour la postérité.  
Sur le plan musical, cela se traduira par un développement sans précédent de la musique profane tandis que la musique liturgique stagne ou se renouvelle peu (à l'exception de la messe de Notre-Dame de Guillaume de Machaut qui devance son siècle). Les lieux d'innovations musicales changent : des cathédrales ils se déplacent dans les cours des rois et des princes.
Le nouveau style n'est pas une révolution, mais tire profit des innovations effectuées en matière de notation musicale qui permettent une plus grande virtuosité et une recherche d'effets rythmiques.

### Ars subtilior(1370-1440)
La locution « ars subtilior » a été inventée par la musicologue Ursula Günther en 1963 pour décrire une évolution de l'ars nova apparue après la mort de Guillaume de Machaut (1377). Cette évolution est caractérisée par un extrême raffinement et une grande complexité rythmique (par l'emploi de valeurs ultra-courtes comme les semi-minimes et l'utilisation de rythmes conflictuels complexes).

## Instruments
Les instruments sont présents dans la musique profane, mais très peu dans la musique religieuse. On différencie les « hauts instruments », joués à l'extérieur et les « bas instruments », joués à l'intérieur.

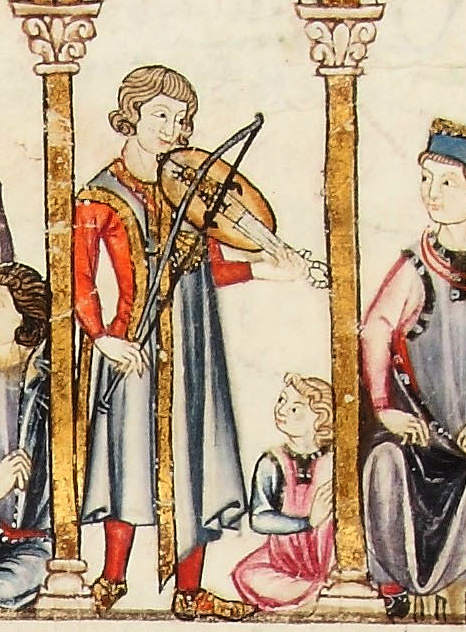
Un musicien joue de la vielle, manuscrit médiéval du XIV.

 Certains des instruments utilisés à l'époque médiévale existent toujours mais sous une forme différente. La flûte traversière était faite de bois, alors qu'elle est maintenant faite en métal. La flûte à bec a plus ou moins conservé sa forme ancienne. Le cor de chamois est similaire à la flûte à bec mais fait partie de la famille des ocarinas. La flûte de Pan était populaire à l'époque médiévale. Ces instruments tuyaux étaient faits en bois et existaient en différentes tailles pour produire différentes échelles de sons.
La musique médiévale utilise de nombreux instruments à cordes pincées comme le luth, la mandore, la guiterne et le psaltérion. Le dulcimer, similaire en structure au psaltérion et à la cithare, est au début à cordes pincés mais devient à cordes frappées (Hammered dulcimer) au XIVe siècle avec l'arrivée de nouvelles techniques permettant de fabriquer des cordes en métal.
La lyra byzantine est le premier instrument à archet documenté en Europe. Le géographe perse Ibn Khurradadhbih (mort en 911) classe la lyra byzantine dans les instruments à archet, comme le rabāb, et la classe dans les instruments typiques byzantins avec l’urghun (un orgue), le shilyani (probablement une sorte de harpe ou de lyre) et le salandj (probablement une cornemuse). La vielle à roue est un instrument à cordes frottées par une roue en bois au lieu d'un archet, la roue est tournée avec une manivelle, pendant que la main gauche du musicien joue la mélodie sur un clavier. Les instruments sans caisse de résonance comme la guimbarde sont aussi populaires à l'époque. Des versions primitives d'orgue, de vièle (ou fiddle en anglais) et de trombone (appelé sacqueboute) existent déjà.

## Genres et formes
La musique médiévale est à la fois sacrée et profane. Durant le Moyen Âge central, le genre liturgique, avec le chant grégorien prédominant, est monodique. La polyphonie commence à se développer pendant le Haut Moyen Âge, prévalent à la fin du XIIIe siècle et au début du XIVe siècle.
Les premières innovations sur le plain-chant monodique sont hétérophoniques. L’organum, par exemple, complète la mélodie de plain-chant par une seconde voix chantée simultanément. Cette ligne chantée installe un intervalle fixe par rapport à la voix organale (la voix qui « tient » le plain-chant, la teneur). Cela n'empêche pas une alternance entre les versets monodiques et cette polyphonie à deux voix. Les principes de l’organum sont exposés dans un texte anonyme du IXe siècle, le Musica enchiriadis, qui rapporte tout d'abord et précise la tradition d'adosser à une mélodie de plain-chant préexistante, un mouvement parallèle à l'octave, à la quarte ou à la quinte.
La progression par mouvement contraire s'imposera ensuite. Partant du déchant, cela donnera naissance au motet, forme plus élaborée. L'organum aussi bien que le motet dérivent d'un genre médiéval de développement du plain-chant appelé clausule (développements, dans les premiers temps, improvisés, par les chantres de cathédrales). Le motet devient ensuite la forme polyphonique médiévale la plus répandue. Alors que les premiers motets sont très proches de la liturgie, à la fin du XIIIe siècle, le genre s'est étendu pour inclure des sujets profanes comme l'amour courtois.
Pendant la Renaissance, le madrigal, genre profane italien, devient aussi populaire. Similaires au caractère polyphonique du motet, les madrigaux présentent plus de fluidité et de mouvement dans la ligne principale. La forme madrigal fait également émerger les canons, particulièrement en Italie où ils sont composés sous le titre de Caccia. Ces canons étaient des pièces à trois parties avec les deux voix les plus hautes en canon et un accompagnement instrumental sur de longues notes sous-jacent.
Enfin, la musique purement instrumentale se développe également durant cette période, à la fois dans le contexte d'une tradition théâtrale en développement et également pour la cour. La musique dansante, souvent improvisée autour de thèmes familiers, était le genre purement instrumental le plus répandu. Par exemple, la Ballata, musique profane qui devient très populaire au XIVe siècle en Italie, tire ses origines de la musique de danse médiévale.
- le chant grégorien
- le trope
- l'organum
- le conduit
- le déchant
- le faux-bourdon
- le gymel anglais
- le motet
- le madrigal du Trecento (madrigal italien du XIVe siècle)

### Drame liturgique
Le drame liturgique apparaît également au Moyen Âge, vers l'an mille. Dans sa forme originale, il est peut-être le survivant du drame romain avec des histoires chrétiennes — principalement les évangiles, la Passion et la vie des saints — greffés dessus. Toutes les régions d'Europe ont une tradition musicale ou semi-musicale de drame au Moyen Âge, avec une combinaison d'acteurs, de récits, de chants et d'accompagnements musicaux. Ces drames étaient probablement joués par des acteurs et musiciens itinérants. Un bon nombre d'entre eux ont été suffisamment préservés pour permettre une reconstitution et une interprétation à notre époque (par exemple Le Jeu de Daniel).

## Notation
La musique médiévale la plus ancienne manquait de système de notation. Les mélodies étaient donc principalement monophoniques et transmises par tradition orale. Ce manque de moyen fut décrit par Isidore de Séville († 636) : « Nisi enim ab homine memoria teneantur, soni pereunt quia scribi non possunt (et si, en effet, ils ne sont pas retenus par l'homme dans sa mémoire, les sons périssent car ils ne peuvent être écrits) ».
Une solution fut donnée à la suite de la Renaissance carolingienne. Ce mouvement culturel était tellement florissant que les religieux carolingiens étaient capables de maîtriser l'écriture non seulement pour les œuvres littéraires mais aussi dans le domaine musical. Aussi les signes d'écriture s'employaient-ils en faveur du chant liturgique. Il s'agissait d'une part des points et des accents. D'autre part, quelques signes grammaticaux étaient en usage avec une bonne efficacité afin d'indiquer l'articulation, par exemple, le trigon (∴) ainsi que le point d'interrogation en faveur du quilisma : ¿ par la notation messine et ш pour le neume sangallien.
Les musicologues les appellent parfois chironomique car ces neumes imitent les gestes de la main du chef de chœur. L'objectif du système de notation, aisément adapté au chant grégorien en prose, était rappeler au chantres les détails du phrasé, du rythme, de la dynamique et des raffinements de l'exécution. En fait, l'Église d'Occident connaissait déjà la théorie de Boèce († 524) indiquant la hauteur. En faveur d'un chant développé, les copistes adoptaient donc un système convenable.
Les inventions créatives se continuaient toujours. Le premier pas afin d'indiquer les degrés apparut dans le système de la notation aquitaine, notation en point et une seule ligne,. La fonction de la ligne n'était autre que suggérer relativement la hauteur et non les degrés absolus. De plus en plus furent adoptées les deux lignes, normalement en rouge et en jaune, présentant respectivement les deux demi-tons mi½fa et si½do. C'était le début de la portée qui est de nos jours utilisée. Cette amélioration signifiait aussi les changements successifs vers le mode majeur et le mode mineur. En effet, la composition tardive ne respectait plus les anciens modes selon le trihémiton, mais l'échelle diatonique actuelle. Les huit modes (octoéchos), une classification tardive et imparfaite, étaient établis sous influence de la musique de la Grèce antique.
Une véritable évolution était l'invention de la notation en quatre lignes, tenue vers 1030. Son but était précisé par son inventeur Guido d'Arezzo, un des plus grands théoriciens de la musique du Moyen Âge. Dans une optique pédagogique, ce moine bénédictin réussit à former les chantres en un ou deux ans, au lieu de dix ans auparavant,. Mais ses effets demeuraient énormes. Non seulement la tradition orale devint facilement transmissible, sans instructeur mais avec cette notation écrite indiquant proprement la hauteur de son, mais aussi l'invention fit développer la polyphonie et la musique instrumentale. Au contraire, le chant grégorien perdit sa finesse, surtout à la suite de la parution de la notation à gros carré. Le chant devint plain-chant tandis que disparut dorénavant la variété de notation caractérisée par chaque région. Il s'agissait de même d'une immense intégration qui facilitait l'échange.

### Transition des notations en neume dans des manuscrits duPuer natus est nobis
Le Puer natus est nobis est l'un des introïts grégoriens les plus anciens.
| |
| (A) Manuscrit Einsiedeln 121, folio 30 (entre 964 et 971) ; il s'agit de l'un des meilleurs manuscrits du chant grégorien authentique ; avec la qualité du neume sangallien, le raffinement de ce chant, très développé, est correctement présenté ; Dom Eugène Cardine appelait ce type de neumes « enregistrement écrit » ; de nos jours, ces neumes restent indispensables en faveur de l'interprétation correcte. |

| |
| (B) Graduel dit de Gisela von Kerssenbrock (vers 1300) ; il s'agit d'une notation du type inventé par Guido d'Arezzo, laquelle gardait les neumes anciens ; si la mélodie demeurait encore en grégorien, afin d'adapter aux lignes, elle n'est plus parfaite. |

| |
| (C) Graduel du couvent Sainte-Marie-des-Anges de Florence, folio 38 (entre 1392 et 1399) ; sa mélodie fut dénaturalisée et approchait au plain-chant ; il y a même des contradictions (ainsi, dans cette notation, la deuxième note du torculus est faible alors que selon les (A) et (B), la première note est moins important donnant la supériorité à la deuxième comme sommet de mélodie ; de surcroît, l'accent du latin n'y est pas respecté.) |

| |
| (D) Une version récente, de laquelle la qualité est supérieure à la notation de (C), n'est pas pourtant capable de remplacer la notation (A). |

### Neumes en quatre lignes selon l'Édition Vaticane (1908)
Ces neumes et ses dénominations étaient officiellement utilisés dans l'Édition Vaticane. Toutefois, d'après la sémiologie grégorienne, une nouvelle science établie dans la deuxième moitié du XXe siècle, ces neumes ne sont pas capables de présenter la nature authentique du chant grégorien. Ainsi, dans les manuscrits les plus anciens et authentiques, la première note du torculus est toujours faible et moins importante. D'où, de nos jours, les neumes anciens, tel le neume sangallien, sont recommandés pour l'interprétation correcte.

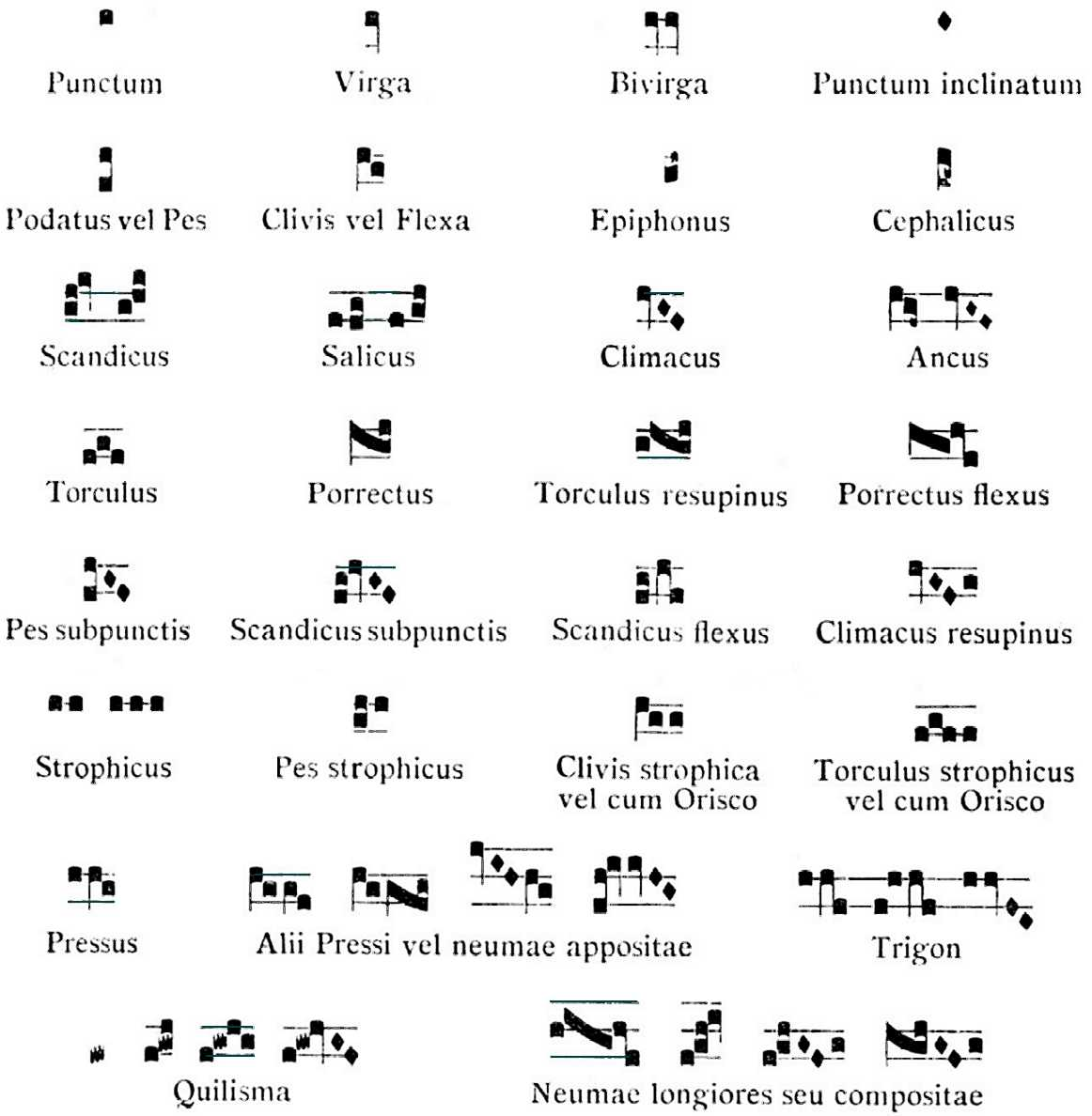

## Théorie musicale

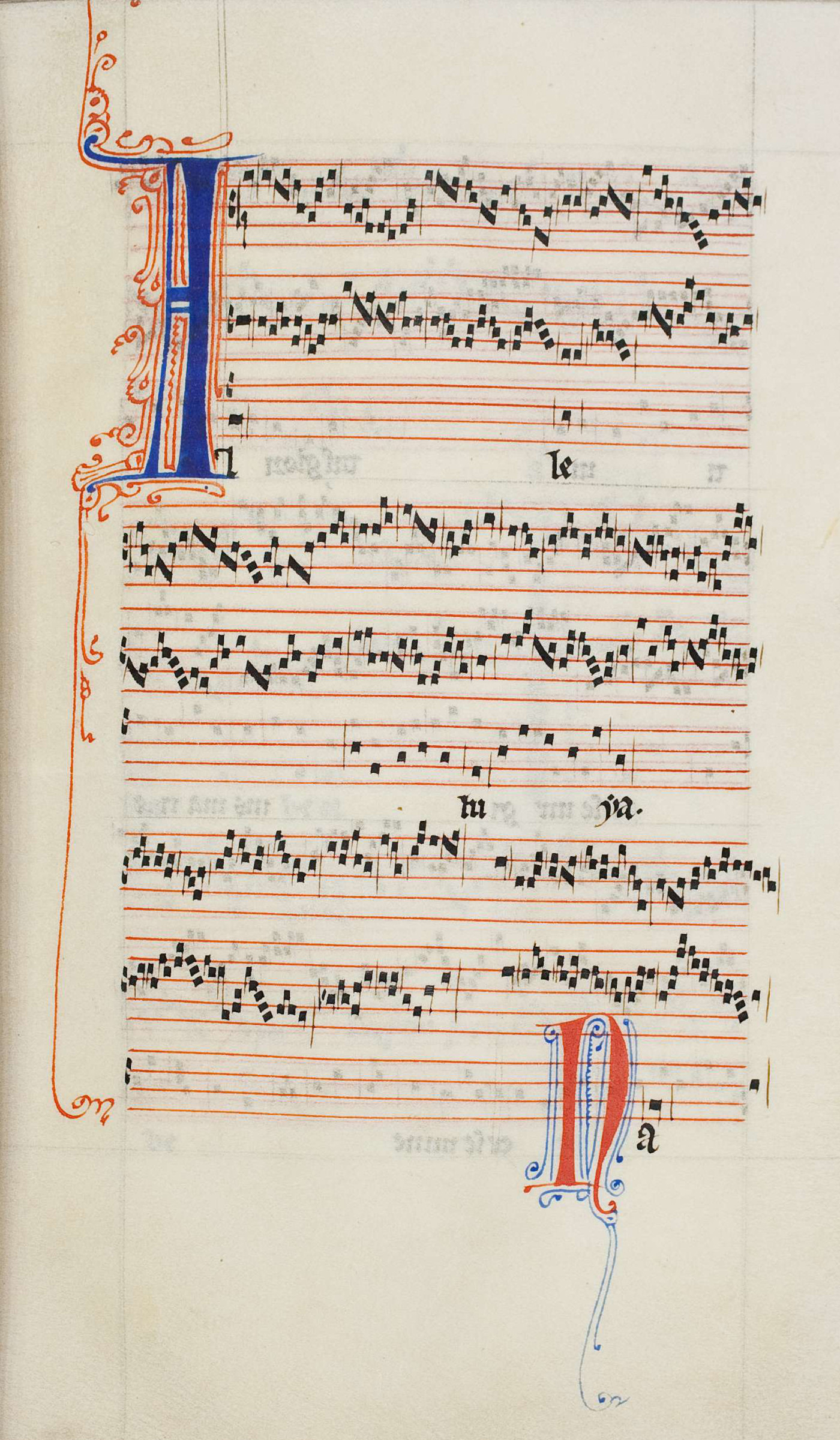
Pérotin, Alleluia nativitatis, dans le troisième mode rythmique.

La théorie musicale de la période médiévale a vu plusieurs avancées en ce qui concerne la tonalité, le rythme et le grain. Au sujet du rythme, cette période subit plusieurs changements radicaux dans sa conception et sa notation. La première sorte de système d'écriture du rythme est développée au XIIIe siècle et est fondée sur une série de modes. Ce plan rythmique est codifié par le théoricien de la musique Jean de Garlande, auteur de De Mensurabili Musica (en) (vers 1250), le traité qui définit et qui traite presque entièrement ces modes rythmiques. Dans son traité, Jean de Garlande décrit six espèces de mode, ou six différentes manières d'arranger des notes longues et brèves. Chaque mode établit un motif rythmique en pulsations (ou tempora) dans une unité commune de trois tempora (un perfectio) qui est répété encore et encore. De plus, la notation sans texte est fondée sur des chaînes de ligatures. Le mode rythmique peut généralement être déterminé par le motif des ligatures utilisées. Une fois qu'un mode rythmique a été assigné à une ligne mélodique, il y a ensuite généralement peu de déviation de ce mode bien que des ajustements rythmiques puissent être indiqués par des changements dans les motifs attendus des ligatures, même jusqu'à changer le mode rythmique. L'étape suivante au sujet du rythme vient du théoricien allemand Francon de Cologne. Dans son traité Ars cantus mensurabilis (en) (L'Art de la musique mesurable), écrit vers 1280, il décrit un système de notation dans lequel les différentes formes de notes codent des rythmes différents. Il s'agit d'un changement frappant de l'ancien système de Garlande. Alors qu'avant la longueur de la note individuelle ne pouvait être déterminée à partir du mode lui-même, cette nouvelle relation inversée fait que le mode dépend — et est déterminé — par les notes individuelles, ou figurae, qui ont des valeurs fixes de durée, une innovation qui a un impact massif sur l'histoire ultérieure de la musique européenne. La plupart des partitions du XIIe siècle encore existantes utilisent le modes rythmiques tels que définis par Garlande. Le pas suivant dans l'évolution de la notation du rythme vient après le tournant du XIIe siècle avec le développement du style Ars Nova.
Le théoricien qui est le plus reconnu en ce qui concerne ce nouveau style est Philippe de Vitry, connu pour son traité Ars Nova écrit vers 1320. Ce traité sur la musique donne son nom au style de cette époque. D'une certaine manière, le style moderne de la notation rythmique commence avec Vitry, qui se libère complètement des anciennes idées des modes rythmiques. Les prédécesseurs de la notation moderne de la mesure proviennent également de l'Ars Nova. Ce nouveau style se fonde clairement sur les travaux de Franco de Cologne. Dans ce système la relation entre la carrée et la ronde est équivalente à celle entre la carrée et la longa : et puisque pour lui le modus était toujours parfait (groupé par trois), le tempus ou pulsation était également parfait et de fait contenait trois rondes. Parfois le contexte du mode nécessitait un groupe de seulement deux rondes, cependant une des deux rondes était toujours de longueur normale et la seconde d'une durée double, prenant ainsi le même espace de temps et de préservant ainsi la subdivision du tempus,. Cette division ternaire était valable pour toutes les valeurs des notes. Au contraire, la période de l'Ars Nova introduit deux changements importants : le premier est une subdivision plus petite des notes (les rondes peuvent maintenant être divisées en blanches), et le second est la notation mesurée. Les mensurations pouvaient être combinées de différentes manières pour créer des groupements de pulsation. Ces groupements de mensurations sont les précurseurs des pulsations simples et composées,. À l'époque de l'Ars Nova, la division parfaite du tempus n'était pas la seule option car des divisions devenaient acceptables. Pour Vitry la carrée pouvait être divisée, dans une composition ou dans une partie de la composition, en groupes de deux ou trois rondes. De cette façon le tempus (le terme qui vint à signifier la division de la carrée) pouvait soit être parfait (Tempus perfectus) avec une subdivision ternaire, soit imparfait (Tempus imperfectus) avec une subdivision binaire. De même la carrée pouvait être divisée en trois minima (prolatio (en) perfectus ou grande prolation) ou deux minima (prolatio imperfectus ou petite prolation) et, à un niveau plus élevé, la longa pouvait être divisée en deux ou trois (modus perfectus ou modus imperfectus),. Vitry poursuit ce développement en ajoutant la division correcte pour une pièce donnée au début avec un « signe de mensuration » équivalent au chiffrage actuel des mesures. Le Tempus perfectus est indiqué par un cercle alors que le tempus imperfectus est indiqué par un demi-cercle (le « C » actuel chiffrant une mesure en 4/4 est un vestige de cette pratique). Alors que beaucoup de ces innovations sont attribuées à Vitry, c'est un contemporain, et une connaissance, de Vitry appelé Johannes de Muris qui offrit le traitement le plus compréhensible et systématique de la nouvelle notation mesurée de l’Ars Nova. De nombreux chercheurs, citant un manque de preuves, considèrent maintenant le traité de Vitry comme anonyme, mais cela ne diminue pas son importance dans l'histoire de la notation mesurée. Cependant cela fait de Muris le premier théoricien connu à avoir abordé le système de mensuration, comme Garlande l'a été pour les modes rythmiques.
Pendant la période médiévale la plus grande partie de la musique sera composée en temps parfait avec des effets spéciaux créés en utilisant le temps imparfait pour certaines parties du morceau ; il y a actuellement une grande controverse parmi les musicologues pour décider si ces sections étaient jouées avec une carrée de même longueur ou si elle changeait et dans ce cas dans quelle proportion. Ce style Ars Nova restera le système rythmique principal jusqu'au œuvres très syncopées de l’Ars subtilior à la fin du XIVe siècle, caractérisées par une extrême complexité rythmique et notationelle. Ce sous-genre pousse la liberté rythmique fournie par l'Ars Nova dans ses limites, avec des compositions avec différentes voix écrites dans différents tempus en même temps. La complexité rythmique de ces œuvres est comparable à celle du XXe siècle.

### Polyphonie
À cette époque des changements apparaissent également dans le grain avec l'essor de la polyphonie. Cette pratique a transformé la musique occidentale en la musique harmonique que nous connaissons aujourd'hui. Les premières mentions de ce développement du grain se trouvent dans deux traités sur la musique anonymes mais encore très largement diffusés, le Musica et le Scolica enchiriadis (en). Ces textes datent de la fin du IXe siècle. Ils décrivent une technique qui semble alors déjà bien établie en pratique.
Cette polyphonie ancienne est fondée sur trois intervalles composés et trois simples. Le premier groupe comprend des quartes, des quintes et des octaves alors que l'autre comprend des octaves plus une quarte, des octaves plus une quinte et des doubles octaves. Cette nouvelle pratique est nommée organum par l'auteur de ces traités. L'Organum peut aussi être classé en fonction de la période à laquelle il a été écrit. Les premiers organum tels que décrits dans l'enchiriadis peuvent être qualifiés d'« organum stricts ». Les organum stricts peuvent à leur tours être divisés en deux types : diapente (organum à la quinte) et diatesseron (organum à la quarte).
Cependant ces deux sortes d'organum stricts ont des problèmes avec les règles de leur époque. Si l'un d'entre eux est joué en parallèle de la voix principale pendant trop longtemps (en fonction du mode) un triton apparait. Ce problème est d'une certaine façon surmonté avec le second type d'organum appelé « organum libre. » Ce qui le distingue est que les parties n'ont pas à être jouées seulement dans un mouvement parallèle, elles peuvent également être jouées dans un mouvement oblique ou contraire, il devient alors plus simple d'éviter le triton.
Le dernier type d’organum est connu comme « l’organum mélismatique », qui est radicalement différent de la musique polyphonique alors existante. Ce nouveau style n'est pas note pour note mais plutôt une phrase durable accompagnée d'une phrase fleurie mélismatique. Il a également été utilisé par le compositeur polyphonique le plus célèbre de cette époque, Léonin. Il unifie ce style avec des passages de déchant mesurés, qui utilisent les modes rythmiques pour créer le summum de la composition d'organum. Cette dernière étape de l’organum est parfois dénommé l'école polyphonique Notre Dame car c'est là que Léonin puis son successeur Pérotin jouaient. De plus ce style de polyphonie influencera tous les styles suivant, avec le genre suivant de polyphonie, le motet, commençant comme trope des organums Notre-Dame.

### Octoéchos
Des anciens chants monodiques européens furent tout d'abord composés sans aucun support du système de notation. À la différence des chants classiques et de ceux de la musique contemporaine, il n'existait donc pas de hauteur absolue (par exemple, tel le la 440 Hz). Le chant se composait seulement d'intervalle et de rythme, mais était assez développé.
On établit et développa un système de classification, en huit catégories. D'où, le terme octoéchos. Ces modes sont aussi nommés modes ecclésiastiques ou tons ecclésiastiques, car ils n'étaient pas destinés à la psalmodie mais réservés aux antiennes et aux répons, plus raffinés . Afin d'éviter une classification trop compliquée, ce système se caractérisait de l'analyse simple des dernières notes,. De surcroît, sous influence de la musique de la Grèce antique, ceux-ci adoptaient des huit octaves selon l'échelle diatonique avec les deux demi-tons mi½fa et si½do alors que le chant grégorien original n'employait qu'un seul demi-ton. Il s'agissait donc d'une classification peu complétée.
L'origine de l'octoéchos était faussement attribuée à saint Ambroise de Milan († 397, pour les quatre modes dits authentiques) et à saint Grégoire le Grand († 604, pour les quatre dits pragaux). L'emploi du mot le plus ancien dans les manuscrits remonte au XIe siècle, dans le Vaticanus Syriacus 94 auprès de l'église d'Orient : huit qὸlè. Ce document mentionnait le nom de Sévère d'Antioche († 538). D'où, plusieurs spécialistes cherchaient l'origine du système auprès de l'église byzantine et le terme se trouvent, selon les dernières études, dans les liturgies syrienne et arménienne. Mais d'après les recherches de Peter Jeffery (1992), l'origine hypothétique peut retourner sur le répertoire musical de Jérusalem.
Auprès de la tradition du chant grégorien, en dépit de la faute de notation, on peut dater le prototype de huit modes entre 795 et 800. En effet, un tonaire dit de Saint-Riquier se trouve à la fin du manuscrit BnF latin 13159 [lire en ligne]. D'une part, grâce aux litanies et aux prières dédiées à Charlemagne, ce psautier gallican était certainement fourni avant 800, couronnement de ce souverain à Rome. D'autre part, ni le chant vieux-romain ni le chant gallican n'employait ces classements développés et avec leur dénomination en grec, tel protus (premier),,. Si ce manuscrit était étudié par Michel Huglo avant 1952, sa valeur restait méconnue. En effet, il ne s'agissait pas de modes, mais des catégories concernant tous les genres liturgiques du propre de la messe. Sa structure était cependant assez développée :
— huit catégories du tonaire dit de Saint-Riquier (avant 800) —
finale du chant :
protus (I) - ré / deuterus (II) - mi / tritus (III) - fa / tetrardus (IV) - sol
ambitus :
authentus (plustôt étendu ; mot signifiant authorité, à savoir principal) et plai (plutôt concentré ; secondaire, relatif, accessoire - devenu plagalis)
L'origine du terme premier mode (au lieu du mode dorien) et du reste est évidente. Par ailleurs, ce système déjà bien structuré à la fin du VIIIe siècle suggère que l'origine du chant grégorien serait plus ancienne que le chant messin.
Un siècle plus tard, les huit catégories étaient concrètement établies auprès de la tradition de ce chant messin, trouvé dans un tonaire du manuscrit 351 de Metz. Mais le tonaire était déjà devenu livre des tons, littérairement, indiquant les manières stéréotypées de chanter un introït, une psalmodie, ou un verset de répons.
Aussi la théorie de l'octoéchos en tant que modes fut-elle complétée, auprès de l'Église catholique aussi au XIe siècle, par le théoricien Jean d'Afflighem. Il expliquait également la caractéristique de chaque mode. Cependant, le système ne demeurait pas stable. Ainsi, on trouve que les modes étaient déjà changés vers les modes contemporaines dans le manuscrit dit ordinaire de la Sainte-Chapelle de Paris (1471).

### Découverte de la modalité grégorienne authentique (XXesiècle)
Cette classification, si imparfaite, était soutenue longtemps. Le système fut, pour la première fois, critiqué en 1610 par Pierre Maillart. Pourtant, il fallait attendre la seconde moitié du XXe siècle afin de retrouver une vraie nature du chant grégorien. Dom Jean Claire découvrit les trois cordes-mères, qui se consistent des tons (2½) et des trihémitons (3½) :
1. sol la 3½ do ré mi 3½ sol la ;
2. do ré 3½ fa sol la 3½ do ré ;
3. ré mi 3½ sol la si 3½ ré mi.

Il s'agit d'une musique anhémitonique, à savoir manquante de demi-ton. Le musicologue trouva de même la cellule-mère composant ces modes : 1. sol 2½ la 3½ Do ; 2. la 3½ do 2½ Ré ; 3. do 2½ ré 2½ Mi. Dorénavant, en cas de nécessité, les chercheurs peuvent composer correctement les mélodies grégoriennes selon cette grammaire musicale, tout comme les moines carolingiens, surtout en faveur de nouveaux textes latins adoptés après le concile Vatican II.

### Théoriciens
Parmi les théoriciens médiévaux, Guido d'Arezzo († après 1033) et Hermann Contract († 1054) étaient les plus distingués. En effet, ils étaient des inventeurs de nouvelles notations. On compte également Isidore de Séville, Aurélien de Réomé, Odon de Cluny, Johannes Cotto, Johannes de Muris, Francon de Cologne, Jean de Garlande, Marchetto da Padova, Jacques de Liège, Petrus de Cruce et Philippe de Vitry.

## Compositeurs

### Chant grégorien
- Notker le Bègue († 912), moine bénédictin de l'abbaye de Saint-Gall, créateur des premiers tropes
- Ekkehard Ier († 973), abbé de Saint-Gall
- Hermann Contract († 1054) de l'abbaye de Reichenau, théoricien
- Bernon († 1048), abbé de Reichenau, musicographe
- Wipo († 1060) chapelain à la cour de Bourgogne, auteur du Victimae paschali
- Adam de Saint-Victor († 1177), augustinien (abbaye de Saint-Victor à Paris), auteur de proses
- Stephen Langton (Cantorbéry, † 1228)
- Thomas de Celano († 1256), franciscain, dernier rédacteur-compositeur du Dies iræ
- Saint Thomas d'Aquin († 1274), dominicain, auteur présumé du Lauda Sion et du Pange lingua
- Jacopone da Todi († 1306), franciscain, auteur du Stabat Mater

### Troubadours
- Guillaume IX, duc d'Aquitaine et comte de Poitiers (1071-1127)
- Jaufré Rudel († vers 1150)
- Beatritz de Dia (1140-1225)
- Marcabru († vers 1140)
- Bernard de Ventadour (1130-1180)
- Peire Vidal († 1205)
- Raimbaut de Vaqueiras († 1207)
- Aimeric de Péguilhan
- Arnaut Daniel († 1210)
- Folquet de Marseille († 1231)
- Guiraut Riquier († 1298)

### Trouvères
- Blondel de Nesle (XIe siècle)
- Chrétien de Troyes (1120-1180)
- Richard Cœur de Lion († 1199)
- Conon de Béthune († 1219)
- Gace Brulé († 1220)
- Gautier de Coinci (1178-1236)
- Pierre Mauclerc, duc de Bretagne jure uxoris (1187-1250)
- Gautier d'Epinal (XIIIe siècle ?)
- Jacques de Cysoing (XIIIe siècle ?)
- Colin Muset (~1210-1250)
- Thibaut IV de Champagne, roi de Navarre († 1258)
- Henri III de Brabant (vers 1231-1261)
- Jehan Bretel († 1272)
- Adam de la Halle (1220-1287)

### Minnesänger
- Hendrik van Veldeke (fin XIIe siècle)
- Hartmann von Aue († entre 1210 et 1220)
- Wolfram von Eschenbach (vers 1170 - vers 1220)
- Walter von der Vogelweide (vers 1170 - vers 1230)
- Neidhart von Reuental (vers 1190 - vers 1236)
- Konrad von Würzburg (vers 1225-1287),
- Jean Ier de Brabant (1253 - 1294)
- Heinrich Frauenlob (entre 1250 et 1260-1318)
- Oswald von Wolkenstein (vers 1376-1445)

### École de Notre-Dame de Paris et Ars antiqua
- Léonin (1150-1210)
- Pérotin (1160-1230)
- Philippe le Chancelier (1165-1236), chancelier de l'église de Paris, poète (mais pas compositeur)
- Adam de la Halle (1240-1287), d'Arras, compositeur à la fois monodiste et polyphoniste
- Petrus de Cruce, ou Pierre de La Croix (1270 - ?), théoricien et compositeur

### Ars novaetArs subtilior
- Philippe de Vitry (1291-1361), compositeur et théoricien
- Guillaume de Machaut (1300-1377), compositeur et poète
- Francesco Landini (vers 1325-1397)
- Johannes Ciconia (1335-1411), liégeois, devenu chanoine à Padoue
- Philippus de Caserta (vers 1350-1420)
- John Dunstable (1390-1453), astronome et musicien
- Johannes Tinctoris (1435-1511), compositeur et théoricien

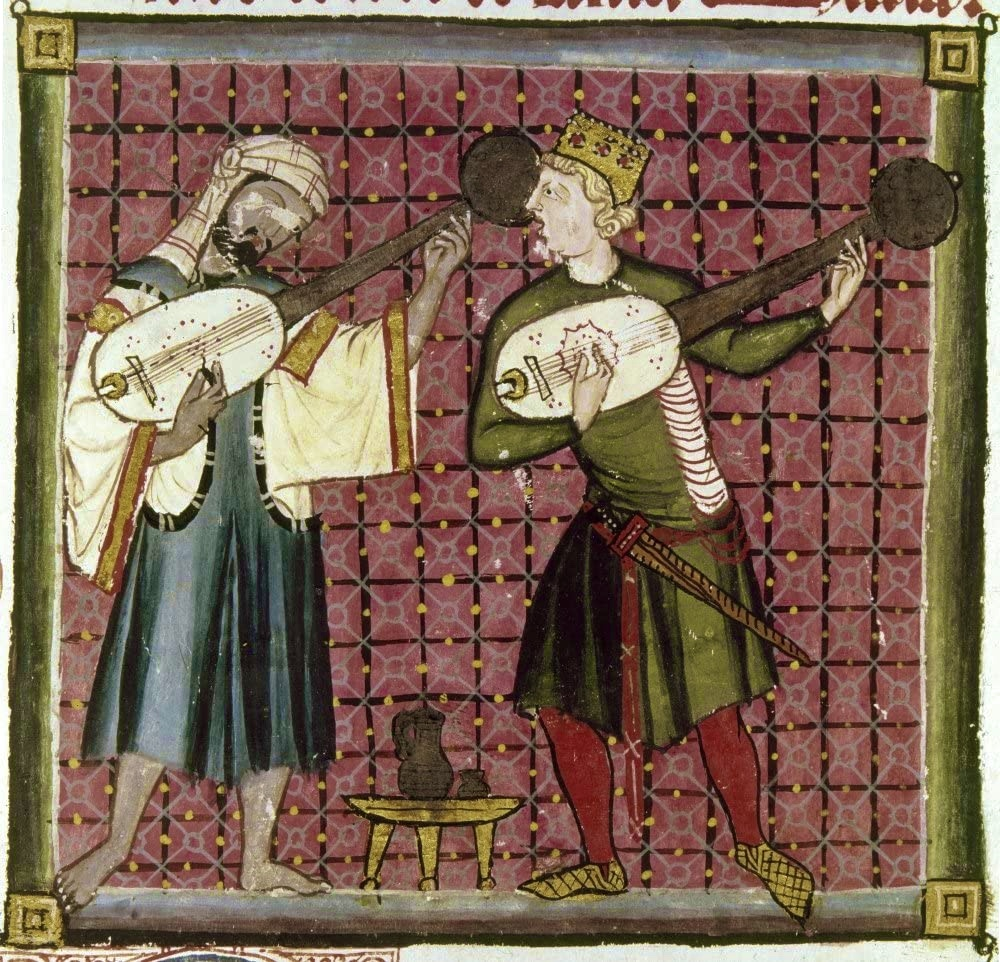
Enluminure dans les Cantigas de Santa Maria, par Alphonse X le sage, XIIIe siècle.